# Черничный (Свердловская область)
Черничный — посёлок в Нижнетуринском муниципальном округе Свердловской области России. Ранее посёлок входил в состав Сигнального сельсовета города Нижней Туры.

## Географическое положение
Посёлок Черничный расположен в 39 километрах (по дорогам в 47 километрах) к северу от города Нижней Туры, в лесной местности, на левом берегу реки Большой Нясьмы (правого притока реки Ляли). В половодье автомобильное сообщение затруднено, автомобильное сообщение по грунтовой дороге есть с посёлком Старая Ляля.

## Население
| 2002 | 2010 |
| ---- | ---- |
| 0    | →0   |